# Assalto aéreo

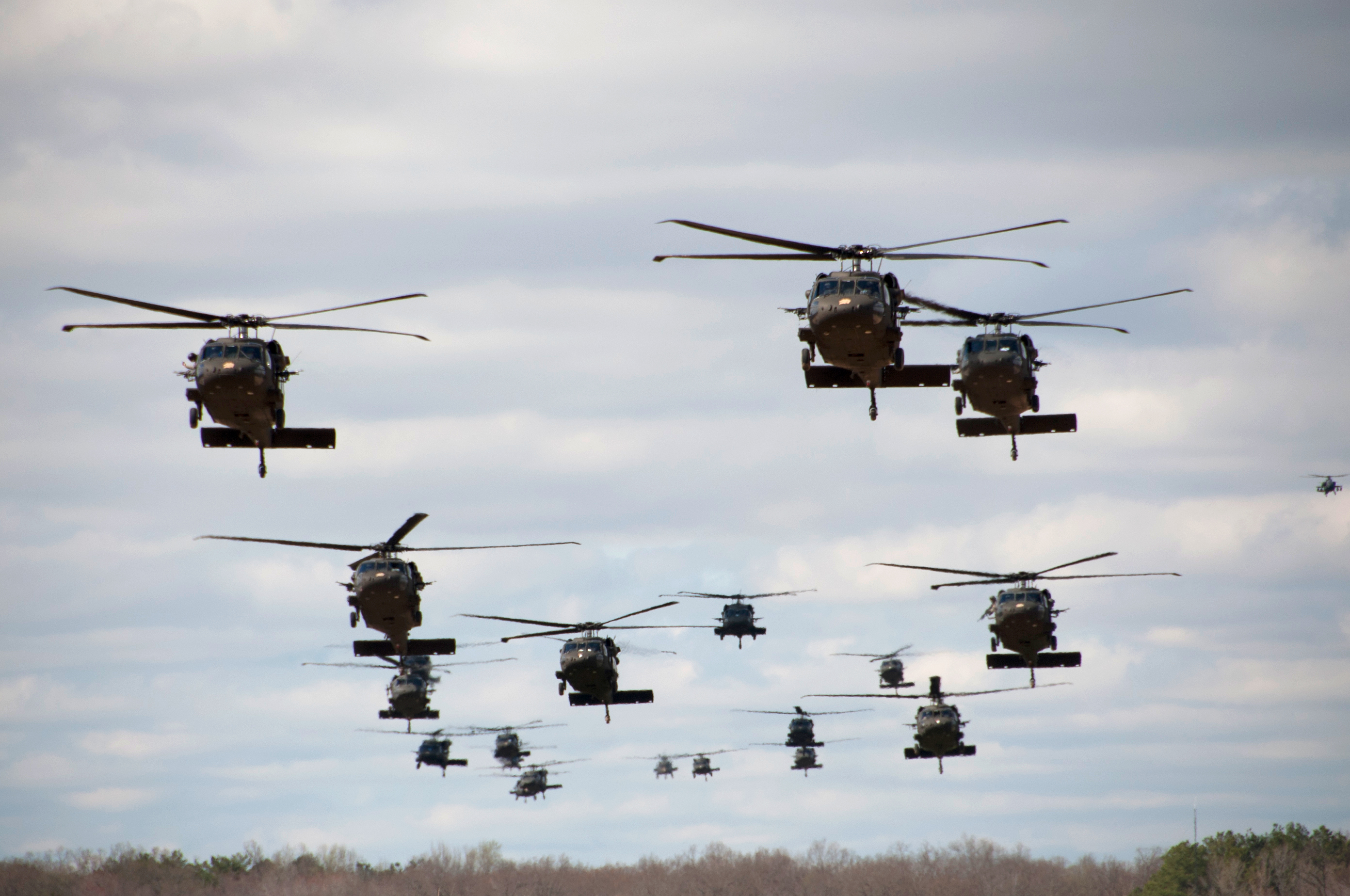
Helicópteros UH-60 Black Hawk, durante o transporte de tropas, num exercício de assalto aéreo.

Assalto aéreo, assalto aeromóvel ou assalto helitransportado é o movimento de forças militares terrestres por aeronaves de descolagem e aterragem vertical (VTOL) - como o helicóptero - para capturar e manter uma área-chave que seja hostil ou possivelmente hostil, e para confrontar diretamente o adversário atrás das linhas inimigas.

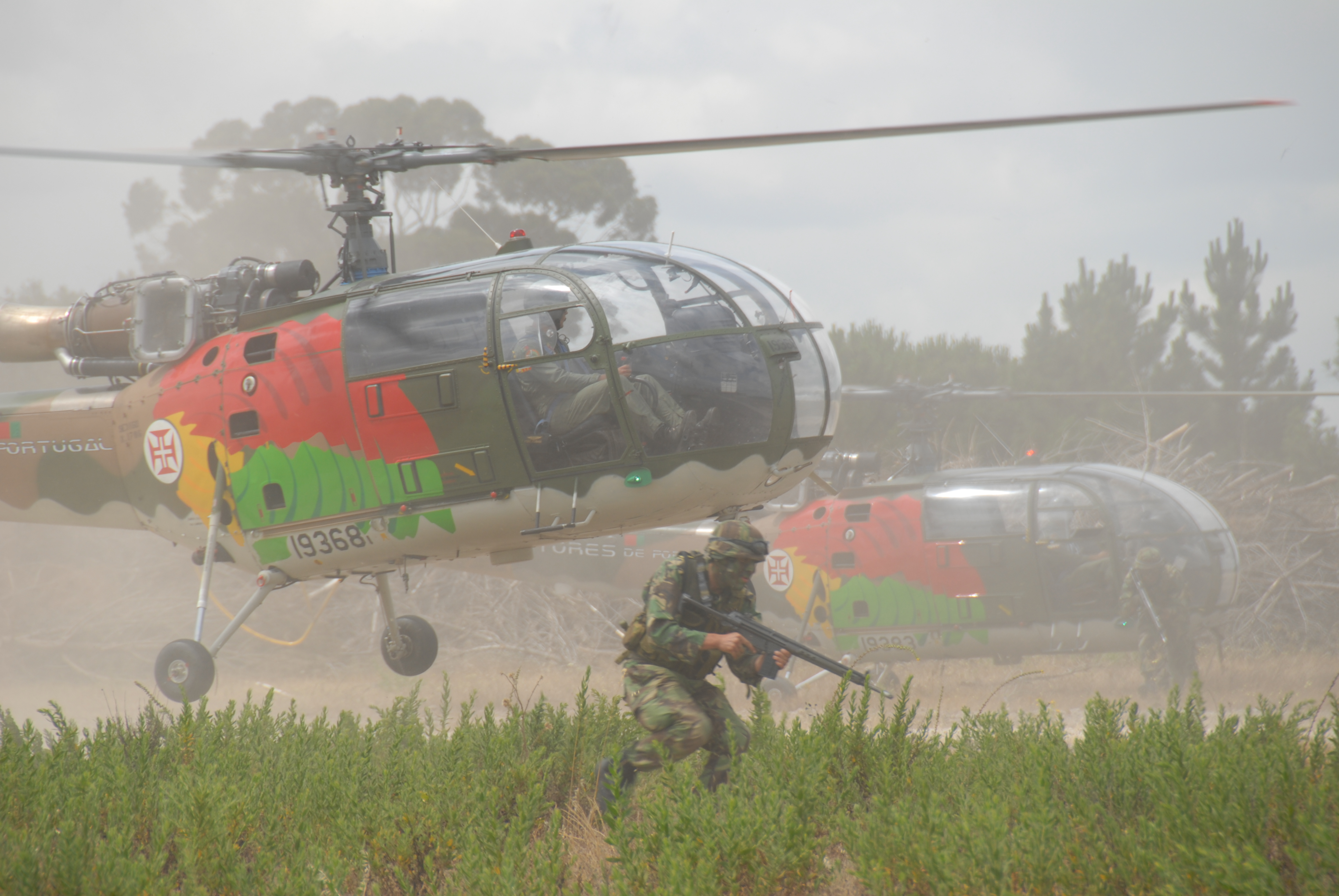
Paraquedistas desembarcam de uma aeronave Alouette III, durante o exercício Apolo.

Além do treino regular de infantaria, as unidades de assalto aéreo geralmente recebem formação em rapel e paraquedismo, e seu equipamento é habitualmente especificamente desenhado ou modificado no local para permitir um melhor transporte dentro da aeronave. Devido às restrições de carga dos helicópteros, as forças de assalto aéreo são geralmente tropas de infantaria ligeira, embora alguns veículos blindados de combate, como o russo BMD-1, sejam desenhados de forma a para caber na maioria dos helicópteros de carga pesada, o que permite que as forças de assalto combinem mobilidade aérea com um certo grau de mecanização do solo. Invariavelmente, as tropas de assalto são altamente dependentes do apoio aéreo prestado pelos helicópteros armados ou aeronaves de asa fixa que os escoltam.
Assalto aéreo não deve ser confundido com ataque aéreo, que se refere a ataques usando apenas aeronaves (por exemplo, bombardeios).